# 沃胡夫
沃胡夫（Łochów）是波蘭的城鎮，位於該國東部，距離文格魯夫27公里，由馬佐夫舍省負責管轄，面積13.35平方公里，海拔高度103米，2006年人口6,452。1939年9月，納粹德國元首希特拉到訪該鎮。

## 外部連結
- Official town and commune webpage （页面存档备份，存于）